# Kenézlő
Kenézlő is een plaats (község) en gemeente in het Hongaarse comitaat Borsod-Abaúj-Zemplén. Kenézlő telt 1358 inwoners (2001).

## Ligging
Het dorp ligt bijna op de grens tussen Borson-Abaúj-Zemplén en Szabolcs-Szatmar-Bereg. Het ligt aan de rivier Tisza. De dichtstbijzijnde “grote” stad is Sárospatak. Het dorpje ligt tussen verschillende weilanden in een redelijk plat landschap.